# Hypergeometriska funktionen
Hypergeometriska funktionen 2F1(a,b;c;z) är en väldigt viktig speciell funktion som har flera andra speciella funktioner som specialfall. 

## Historia
Termen "hypergeometrisk serie" användes först av John Wallis 1655 i hans bok Arithmetica Infinitorum. 
Hypergeometriska serier undersöktes av Leonhard Euler, men den första systematiska studien utfördes av Carl Friedrich Gauss 1813.  
På 1800-talet undersökte även Ernst Kummer (1836) och Bernhard Riemann (1857) hypergeometriska serier. Riemann karakteriserade hypergeoemtriska funktionen med hjälp av en differentialekvation som den satisfierar.   

## Definition
Hypergeometriska funktionen definieras för |z| < 1 som serien
{\displaystyle {}_{2}F_{1}(a,b;c;z)=\sum _{n=0}^{\infty }{\frac {(a)_{n}(b)_{n}}{(c)_{n}}}{\frac {z^{n}}{n!}}.}
Den är odefinierad om c är ett icke-positivt heltal. Här är (x)n Pochhammersymbolen
{\displaystyle (x)_{n}={\begin{cases}1&n=0\\x(x+1)\cdots (x+n-1)&n>0.\end{cases}}}

## Specialfall
Ett stort antal matematiska funktioner kan uttryckas med hjälp av hypergeometriska funktionen. Några typiska exempel är
{\displaystyle {\begin{aligned}\ln(1+z)&=z\,_{2}F_{1}(1,1;2;-z)\\(1-z)^{-a}&=\,_{2}F_{1}(a,1;1;z)\\\arcsin(z)&=z\,_{2}F_{1}\left({\tfrac {1}{2}},{\tfrac {1}{2}};{\tfrac {3}{2}};z^{2}\right).\end{aligned}}}
Legendrepolynomen är också specialfall: 
{\displaystyle {}_{2}F_{1}(a,1-a;c;z)=\Gamma (c)z^{\tfrac {1-c}{2}}(1-z)^{\tfrac {c-1}{2}}P_{-a}^{1-c}(1-2z).}
Meixner–Pollaczekpolynomen:
{\displaystyle P_{n}^{(\lambda )}(x;\phi )={\frac {(2\lambda )_{n}}{n!}}e^{in\phi }{}_{2}F_{1}(-n,\lambda +ix;2\lambda ;1-e^{-2i\phi }).}
Flera viktiga ortogonala polynom, såsom Jacobipolynomen, kan också skrivas med hjälp av hypergeometriska funktionen:
{\displaystyle {}_{2}F_{1}(-n,\alpha +1+\beta +n;\alpha +1;x)={\frac {n!}{(\alpha +1)_{n}}}P_{n}^{(\alpha ,\beta )}(1-2x).}
Ofullständiga betafunktionen Bx(p,q):
{\displaystyle B_{x}(p,q)={\tfrac {x^{p}}{p}}{}_{2}F_{1}(p,1-q;p+1;x)}
Elliptiska integraler:
{\displaystyle K(k)={\tfrac {\pi }{2}}\,_{2}F_{1}\left({\tfrac {1}{2}},{\tfrac {1}{2}};1;k^{2}\right)}
{\displaystyle E(k)={\tfrac {\pi }{2}}\,_{2}F_{1}\left(-{\tfrac {1}{2}},{\tfrac {1}{2}};1;k^{2}\right).}
Elliptiska modulära funktioner kan ibland uttryckas som inversa funktionen till ett kvot av hypergeometriska funktioner vars argument a, b, c är 1, 1/2, 1/3, ... eller 0. Exempelvis om
{\displaystyle \tau ={\rm {i}}{\frac {{}_{2}F_{1}\left({\frac {1}{2}},{\frac {1}{2}};1;1-z\right)}{{}_{2}F_{1}\left({\frac {1}{2}},{\frac {1}{2}};1;z\right)}}}
är
{\displaystyle z=\kappa ^{2}(\tau )={\frac {\theta _{2}(\tau )^{4}}{\theta _{3}(\tau )^{4}}}}
en elliptisk modulär funktion av τ.
Vissa elementära funktioner är gränsvärden av hypergeometriska funktionen:
{\displaystyle e^{x}=\lim _{n\to \infty }F(1,n;1;{x \over n})}
{\displaystyle \cos x=\lim _{a,\;b\to \infty }F\left(a,b;{\frac {1}{2}};-{\frac {x^{2}}{4ab}}\right)}
{\displaystyle \cosh x=\lim _{a,\;b\to \infty }F\left(a,b;{\frac {1}{2}};{x^{2} \over 4ab}\right)}

## Integralformler
Om B är betafunktionen är
{\displaystyle \mathrm {B} (b,c-b)\,_{2}F_{1}(a,b;c;z)=\int _{0}^{1}x^{b-1}(1-x)^{c-b-1}(1-zx)^{-a}\,dx\qquad \Re (c)>\Re (b)>0}
om |z| < 1 eller |z| = 1 och båda membrum konvergerar. Formeln kan bevisas genom att utveckla (1 − zx)−a i en serie med binomialsatsen och integrera termvis. Formeln upptäcktes av Euler 1748.

## Transformationer
Eulers transformation är
{\displaystyle {}_{2}F_{1}(a,b;c;z)=(1-z)^{c-a-b}{}_{2}F_{1}(c-a,c-b;c;z)}
som följer genom att kombinera Ptaffs transformationer
{\displaystyle {}_{2}F_{1}(a,b;c;z)=(1-z)^{-b}{}_{2}F_{1}\left(b,c-a;c;{\tfrac {z}{z-1}}\right)}
{\displaystyle {}_{2}F_{1}(a,b;c;z)=(1-z)^{-a}{}_{2}F_{1}\left(a,c-b;c;{\tfrac {z}{z-1}}\right)}
som igen följer ur Eulers integralrepresentation.
En kvadratisk transformation är
{\displaystyle F(a,b;2b;z)=(1-z)^{-{\frac {a}{2}}}F\left({\tfrac {1}{2}}a,b-{\tfrac {1}{2}}a;b+{\tfrac {1}{2}};{\frac {z^{2}}{4z-4}}\right).}
En kubisk transformation är
{\displaystyle F\left({\tfrac {3}{2}}a,{\tfrac {1}{2}}(3a-1);a+{\tfrac {1}{2}};-{\tfrac {z^{2}}{3}}\right)=(1+z)^{1-3a}F\left(a-{\tfrac {1}{3}},a,2a,2z(3+z^{2})(1+z)^{-3}\right).}

## Värden vid speciella punkter
Gauss sats är
{\displaystyle {}_{2}F_{1}(a,b;c;1)={\frac {\Gamma (c)\Gamma (c-a-b)}{\Gamma (c-a)\Gamma (c-b)}},\qquad \Re (c)>\Re (a+b)}
som följer genom att sätta z = 1 i Eulers integralrepresentation.
Kummers sats är
{\displaystyle {}_{2}F_{1}(a,b;1+a-b;-1)={\frac {\Gamma (1+a-b)\Gamma (1+{\tfrac {1}{2}}a)}{\Gamma (1+a)\Gamma (1+{\tfrac {1}{2}}a-b)}}}
som följer ur Kummers kvadratiska transformationer
{\displaystyle {\begin{aligned}_{2}F_{1}(a,b;1+a-b;z)&=(1-z)^{-a}\;_{2}F_{1}\left({\frac {a}{2}},{\frac {1+a}{2}}-b;1+a-b;-{\frac {4z}{(1-z)^{2}}}\right)\\&=(1+z)^{-a}\,_{2}F_{1}\left({\frac {a}{2}},{\frac {a+1}{2}};1+a-b;{\frac {4z}{(1+z)^{2}}}\right)\end{aligned}}}
och Gauss sats genom att sätta z = −1 i första identiteten.
Gauss andra sats är
{\displaystyle _{2}F_{1}\left(a,b;{\tfrac {1}{2}}\left(1+a+b\right);{\tfrac {1}{2}}\right)={\frac {\Gamma ({\tfrac {1}{2}})\Gamma ({\tfrac {1}{2}}\left(1+a+b\right))}{\Gamma ({\tfrac {1}{2}}\left(1+a)\right)\Gamma ({\tfrac {1}{2}}\left(1+b\right))}}.}
Baileys sats är
{\displaystyle _{2}F_{1}\left(a,1-a;c;{\tfrac {1}{2}}\right)={\frac {\Gamma ({\tfrac {1}{2}}c)\Gamma ({\tfrac {1}{2}}\left(1+c\right))}{\Gamma ({\tfrac {1}{2}}\left(c+a\right))\Gamma ({\tfrac {1}{2}}\left(1+c-a\right))}}.}

## Identiteter
{\displaystyle 27\,(z-1)^{2}\cdot {_{2}F_{1}}\left({\tfrac {1}{4}},{\tfrac {3}{4}};{\tfrac {2}{3}};z\right)^{8}+18\,(z-1)\cdot {_{2}F_{1}}\left({\tfrac {1}{4}},{\tfrac {3}{4}};{\tfrac {2}{3}};z\right)^{4}-8\cdot {_{2}F_{1}}\left({\tfrac {1}{4}},{\tfrac {3}{4}};{\tfrac {2}{3}};z\right)^{2}=1}
Ett intressant specialfall av identiteten ovan är följande:
{\displaystyle _{2}F_{1}\left({\frac {1}{4}},{\frac {3}{4}};\,{\frac {2}{3}};\,{\frac {1}{3}}\right)={\frac {1}{\sqrt {{\sqrt {{\frac {4}{\sqrt {2-{\sqrt[{3}]{4}}}}}+{\sqrt[{3}]{4}}+4}}-{\sqrt {2-{\sqrt[{3}]{4}}}}-2}}}.}

## Gauss kedjebråk
Gauss kedjebråk är
{\displaystyle {\frac {{}_{2}F_{1}(a+1,b;c+1;z)}{{}_{2}F_{1}(a,b;c;z)}}={\cfrac {1}{1+{\cfrac {{\frac {(a-c)b}{c(c+1)}}z}{1+{\cfrac {{\frac {(b-c-1)(a+1)}{(c+1)(c+2)}}z}{1+{\cfrac {{\frac {(a-c-1)(b+1)}{(c+2)(c+3)}}z}{1+{\cfrac {{\frac {(b-c-2)(a+2)}{(c+3)(c+4)}}z}{1+{}\ddots }}}}}}}}}}}